# Pellenes inexcultus
Espèce
Synonymes
- Salticus inexcultus O. Pickard-Cambridge, 1873

Pellenes inexcultus est une espèce d'araignées aranéomorphes de la famille des Salticidae.

## Distribution
Cette espèce est endémique de Sainte-Hélène.

## Publication originale
- O. Pickard-Cambridge, 1873 : On the spiders of St Helena. Proceedings of the Zoological Society of London, vol. 1873, p. 210-227 (texte intégral).